# Scanimate
Scanimate es el nombre de un sistema de animación analógica por ordenador creado por estudiantes de la Universidad de Denver en 1969 y explotado desde inicios de los años 70 hasta principios de los 80.
Los sistemas Scanimate se utilizaban para producir gran parte de las animaciones vistas en la televisión entre finales de los años 1970 y principios de los 1980 en publicidad, promociones y aperturas de programas. Una de las principales ventajas que el sistema Scanimate tenía sobre la animación basada en película y la animación por ordenador era la capacidad de crear animaciones en tiempo real. La rapidez con que la animación podía ser producida en el sistema, así como su gama de posibles efectos, ayudó a reemplazar las técnicas de animación basadas en película para los gráficos en televisión. A mediados de los 1980, fue reemplazada por la animación digital por ordenador, que produce imágenes más nítidas y gráficos 3D más sofisticados.
Las animaciones creadas en Scanimate y otros sistemas analógicos de animación por ordenador tienen una serie de características propias que los distinguen de la animación basada en película: El movimiento es muy fluido, utilizando todos los 60 campos por segundo en el formato de vídeo NTSC o 50 campos en el PAL, en lugar de los 24 cuadros por segundo que utiliza la película, los colores son mucho más brillantes y saturados, y las imágenes tienen un aspecto muy "electrónico" resultado de la manipulación directa de señales de vídeo a través de la cual Scanimate produce las imágenes.
Las animaciones por este sistema costaban un lujo para la época: hacia 1979, crear una animación para televisión en Scanimate costaba aproximadamente 2.500 USD (que en precios de 2008 equivaldría a cerca de 12.000 USD). Apenas se construyeron 16 máquinas de este tipo. Las más conocidas por realizar animaciones de ese tipo fueron Image West en Los Ángeles, California, y Dolphin Productions en Nueva York. En América Latina, solamente hubo dos propietarios de Scanimate: Telerey (actual Multivisión) y que en los años 1970 y 1980 era una división de Televisa, con sede en Ciudad de México; y Televisión Nacional de Chile, que complementaría el Scanimate con un Ampex AVA-1 en 1982, hasta reemplazarlos por un Quantel Paintbox con Ampex ADO en 1988. Las demás productoras, emisoras y redes de televisión mandaban a realizar sus animaciones al exterior, y llegaban al país de emisión vía aérea.

## Uso
Una cámara en blanco y negro especial de alta resolución (alrededor de 800 líneas de resolución) graba el logotipo o un texto cualquiera en alto contraste. La imagen se muestra en una pantalla de alta resolución. A diferencia de un monitor normal, sus señales de desviación se pasan a través de un ordenador analógico especial que permite al operador doblar la imagen de varias maneras.
La imagen se toma entonces de la pantalla por una cámara de película o una cámara de vídeo. En el caso de una cámara de vídeo, esta señal se alimenta en un colorizador, un dispositivo que lleva ciertos tonos de gris y lo transforma en color y transparencia. La idea detrás de esto es que la salida de Scanimate en sí es siempre monocromática. Otra ventaja del colorizador es que da al operador la capacidad de agregar continuamente capas, posibilitando la creación de gráficos muy complejos. Esto se realiza utilizando dos grabadoras de vídeo. El fondo es reproducido por un grabador y luego grabado por otro. Este proceso se repite para cada capa.
Para hacer estos gráficos, eran necesarios grabadores de vídeo de muy alta calidad (como el IVc-9000 de la Ampex VR-2000 o IVC. De la era del Scanimate, el IVC-9000 siendo usado bastante frecuentemente para la composición del Scanimate debido a su alta calidad generacional entre regrabaciones). Los IDs se rendían en películas de 8 mm o cintas U-Matic o Quadruplex.